# Keith Murray
Keith Murray (Long Island, 29 maggio 1972) è un rapper statunitense, membro della Def Squad con Redman ed Erick Sermon.

## Carriera musicale
Ancor prima di registrare un album, Keith Murray sfida Big Daddy Kane in una battle di freestyle, sotto il nome di MC Do Damage. In seguito fa conoscenza con Erick Sermon degli EPMD e K-Solo. Sermon gli riserva una partecipazione nel suo album No Pressure nel pezzo "Hostile". Il suo primo album, The Most Beautifullest Thing in This World, viene pubblicato nel 1994 sotto l'etichetta Jive Records. La title track dell'album rimane la hit più celebre del rapper ancora oggi. L'album riceve un punteggio di 4 microfoni da The Source. Murray continua a mantenere una certa popolarità anche per i mass media, apparendo in uno spot della Coca-cola e partecipando ai remix dei brani ‘Be Happy’ di Mary J. Blige, ‘Can't You See' delle Total e a quello di ‘I Shot Ya’ di LL Cool J.

## Discografia

### Album in studio
- 1994 – The Most Beautifullest Thing in This World
- 1996 – Enigma
- 1999 – It's a Beatuful Thing
- 2003 – He's Keith Murray
- 2007 – Rap-Murr-Phobia (The Fear of Real Hip-Hop)
- 2018 – Lord of the Metaphor

### Album collaborativi
- 1998 – El Niño (con la Def Squad)